# Vilayet dell'Arcipelago
Il vilayet dell'Arcipelago (in turco: Vilâyet-i Cezair-i Bahr-i Sefid ovvero vilayet delle Isole del Mare Bianco), fu un vilayet dell'Impero ottomano nell'area corrispondente ad alcune isole egee.

## Storia
Derivato direttamente dall'omonimo eyalet, il vilayet dell'Arcipelago copriva l'area della maggior parte delle isole egee detenute dall'Impero ottomano e si trovava sotto il diretto controllo di Kapudan Pasha, comandante in capo della marina turca. Il vilayet comprendeva le isole di Imbros, Tenedos, Lemno, Lesbo, Chio ed il Dodecaneso oltre all'exclave di Cipro. Quest'ultima venne presto separata dal resto delle isole nel 1870 quando divenne un mutasarriffato; dal 1878 essa passò infine sotto l'amministrazione britannica per effetto del trattato di Berlino. Il Dodecaneso venne occupato dal Regno d'Italia durante la Guerra italo-turca del 1911-1912, mentre il rimanente passò al Regno di Grecia durante la Prima guerra balcanica (1912–1913).

## Geografia antropica

### Suddivisioni amministrative
I sanjak del vilayet dell'Arcipelago nel XIX secolo erano:
1. Sangiaccato di Rodi
2. sanjak di Midilli
3. Sangiaccato di Chio
4. sanjak di Limni
5. sanjak di Kıbrıs (sino al 1870)